# Rodniki (rejon troicki)
Rodniki (ros. Родники) – osiedle w Rosji, w obwodzie czelabińskim, w rejonie troickim. W 2010 liczyło 1089 mieszkańców.